# Flammerans
Flammerans – miejscowość i gmina we Francji, w regionie Burgundia-Franche-Comté, w departamencie Côte-d’Or.
Według danych na rok 1990 gminę zamieszkiwało 358 osób, a gęstość zaludnienia wynosiła 22 osoby/km² (wśród 2044 gmin Burgundii Flammerans plasuje się na 562. miejscu pod względem liczby ludności, natomiast pod względem powierzchni na miejscu 583.).